# 1285
- Wikisource

| Calendário gregoriano                                                        | 1285 MCCLXXXV                                         |
| Ab urbe condita                                                              | 2038                                                  |
| Calendário arménio                                                           | 734 – 735                                             |
| Calendário bahá'í                                                            | -559 – -558                                           |
| Calendário budista                                                           | 1829                                                  |
| Calendário chinês                                                            | 3981 – 3982 Início a 6 de fevereiro (aproximadamente) |
| Calendário copta                                                             | 1001 – 1002                                           |
| Calendário etíope                                                            | 1277 – 1278                                           |
| Calendários hindus - Vikram Samvat - Calendário nacional indiano - Cáli Iuga | 1340 – 1341 1206 – 1207 4385 – 4386                   |
| Calendário Holoceno                                                          | 11285                                                 |
| Calendário islâmico                                                          | 684 – 685                                             |
| Calendário judaico                                                           | 5045 – 5046                                           |
| Calendário persa                                                             | 663 – 664                                             |
| Calendário rúnico                                                            | 1535                                                  |
| Calendário solar tailandês                                                   | 1828                                                  |

1285 (MCCLXXXV, na numeração romana) foi um ano comum do século XIII do Calendário Juliano, da Era de Cristo, e a sua letra dominical foi G (52 semanas), teve início numa segunda-feira e terminou também numa segunda-feira.
No reino de Portugal estava em vigor a Era de César que já contava 1323 anos.
| Ano completo                         |
| ------------------------------------ |
| Ano comum com início à segunda-feira |

## Eventos
- Realização de Cortes em Lisboa. Protesto dos Nobres contra a quebra das imunidades senhoriais nas Inquirições. Este clima de contestação terá contribuído para o desencadear da revolta do infante D. Afonso contra D. Dinis.
- O Papa Honório IV sucede ao Papa Martinho IV.
- Segundo ataque mongol contra à Hungria, liderado por Nogai Cã e Tula Buga. Após atacarem a Transilvânia com sucesso, a força invasora é detida próxima a Peste.

## Nascimentos
- Afonso II de Aragão.
- William de Ockham, filósofo (m. 1349).

## Mortes
- 28 de Março - Papa Martinho IV.
- João Peres de Gusmão, senhor de Gusmão e de Aviados (n. 1240).